# リーヴァ・プレッソ・キエーリ
リーヴァ・プレッソ・キエーリ（伊: Riva presso Chieri）は、イタリア共和国ピエモンテ州トリノ県にある基礎自治体（コムーネ）。

## 地理

### 位置・広がり

#### 隣接コムーネ
隣接するコムーネは以下の通り。括弧内のATはアスティ県所属を示す。
- アリニャーノ
- ブッティリエーラ・ダスティ (AT)
- キエーリ
- モンベッロ・ディ・トリーノ
- モリオンド・トリネーゼ
- ポイリーノ
- ヴィッラノーヴァ・ダスティ (AT)